# Harda

Harda är en stad i den indiska delstaten Madhya Pradesh i centrala Indien, och är huvudort i ett distrikt med samma namn. Folkmängden uppgick till 68 162 invånare vid folkräkningen 2011, med förorter 74 268 invånare. Staden skapades genom att byarna Kul Harda and Mehmudabad slogs ihop.